# Hombre Cometa (Marvel Comics)
Hombre Cometa (Stephen Beckley) es un personaje ficticio que aparece en los cómics estadounidenses publicados por Marvel Comics. El personaje apareció por primera vez en Comet Man #1, de febrero de 1987.

## Creación
El personaje fue creado en parte debido al gran interés público por el fallecimiento del Cometa Halley.Fue el primer trabajo de cómic de Bill Mumy, que había alcanzado fama como actor infantil, interpretando a Will Robinson en la serie de ciencia ficción Perdidos en el espacio, y su amigo Miguel Ferrer, un colega actor que pronto tendría un importante avance en su carrera debido a un papel destacado en RoboCop.Mumy y Ferrer querían crear un personaje que se remontara a la Edad de Oro de los cómics y comenzaron como un título de cómic ficticio en un guion de un episodio propuesto de The Twilight Zone. Después de conocer al editor en jefe de Marvel, Jim Shooter, en la Comic-Con de San Diego, decidieron probar el personaje como cómic; Comico también mostró interés en el proyecto antes de que se firmara un acuerdo con Marvel. Kelley Jones, recientemente del título con licencia Micronauts de Marvel, fue asignada como artista. Le agradó la oportunidad de dibujar un cómic ambientado en un universo casi realista, a diferencia del estilo de ciencia ficción del Microverso. Se planeó que Hombre Cometa fuera parte del Universo Marvel compartido, con la serie limitada inicial de seis números con apariciones especiales de Hulk, el Capitán América y Los 4 Fantásticos.

## Historial de publicaciones
La serie limitada Comet Man llegó a los quioscos en octubre de 1986.Poco antes, la creación fue reseñada por Rolling Stone en su '¿Dónde están ahora?' columna.La serie contó con portadas de Bill Sienkiewicz.A pesar de que Mumy y Ferrer estaban interesados en escribir más aventuras para el personaje, no aparecieron más números del título. En cambio, el personaje haría una aparición especial el año siguiente en Fantastic Four #315-317, escrito por Steve Englehart. En 1990, el equipo original se reunió para una breve edición de cuatro números sobre el personaje en la antología Marvel Comics Presents #50-53.
Luego, el personaje no fue visto durante una década hasta una reaparición sorpresa en Captain Marvel de Peter David en 2000, rediseñado por el artista ChrisCross, antes de desaparecer una vez más en la oscuridad antes de un cameo menor en Civil War: Battle Damage Report #1 de 2007.

## Biografía ficticia

### Origen
Jack Beckley eligió servir como piloto en la Fuerza Aérea de los Estados Unidos en el Pacífico Sur. Sin saberlo, él dejó a su prometida cargando a su hijo; Para evitar un escándalo, la familia de la niña la trasladó a Florida y dio a su hijo, John, en adopción. Cuando Jack regresó, mantuvo en secreto el nacimiento de John y la pareja se casó y tuvo un hijo Stephen y una hija Rosemary. Cuando John creció y fundó la organización de inteligencia llamada Bridge, localizó a sus verdaderos padres solo para que Jack lo tratara con frialdad. En venganza, John saboteó su avión y los mató a ambos.
Stephen Beckley se convirtió en astrónomo y astrofísico y obtuvo un doctorado. El se casó con la ex astronauta Ann Beckley y la pareja tuvo un hijo llamado Benny. Juntos también dirigieron el Proyecto Edmund, que investigaba incidentes astronómicos. En una misión, Stephen pilotó una nave a través de la cola del Cometa Halley y pareció morir. En cambio, conoció a un extraterrestre llamado Max, un ser de la Colonia Fortisque. Max afirmó que su raza es responsable de iniciar la evolución en la Tierra y otros planetas de la Vía Láctea, y reconstituyó a Beckley en un cuerpo con poderes sobrehumanos. El regresó a la Tierra y se lo contó a su amigo David Hilbert, sólo para descubrir que representaba el siniestro Puente. Stephen fue capturado y sometido a varias pruebas.El pudo escapar después de descubrir el verdadero alcance de sus poderes y asumió la identidad de Hombre Cometa, pero cuando Stephen regresó a casa descubrió que su esposa e hijo habían sido secuestrados por el Puente.Su intento de rescate casi se descarriló debido a un encuentro coincidente con Hulk y un Mandroide.Esto atrajo la atención de un viejo conocido, Reed Richards, quien invitó a Hombre Cometa a la Plaza de las Cuatro Libertades y lo ayudó a perfeccionar sus poderes. Sin embargo, cuando Hombre Cometa intentó teletransportarse a Ann, llegó en su ataúd, ya que su esposa murió en un fallido intento de fuga.A través de Los 4 Fantásticos, se le vinculó con Nick Fury de S.H.I.E.L.D., quien le contó más sobre el Puente y le reveló que John los dirigía, haciéndose pasar por el Superior. Hombre Cometa pudo rescatar a su hijo gravemente herido del Puente, lo que le dio a Benny una versión duplicada de sus poderes.A través de Hilbert, descubrió que el plan del Superior era capturar a Max, pero los agentes del Puente resultan no ser rival para el extraterrestre, quien también se teletransporta a sí mismo y a Hombre Cometa lejos de su nave antes de que John pueda activar un dispositivo nuclear. Enojado, el poderoso alienígena consideró brevemente destruir la Tierra en venganza, pero Hombre Cometa pudo persuadirlo de que no lo hiciera y acompañó a Max a la Colonia Fortisque.
La pareja se encontró con los Cuatro Fantásticos nuevamente mientras Hombre Cometa entrenaba en Arcturus IV, ayudándolos a derrotar al alienígena Nuwali.El Hombre Cometa regresó a la Tierra después de que la sociedad Fortisque se volviera cautelosa porque sus valores humanos los afectaban. Al regresar, descubrió que su hermana Rosemary estaba cuidando al comatoso Benny. Sin embargo, él no se dio cuenta de que el marido de Rosemary, John Gallagher, era el superior. El pudo comunicarse con Benny, quien pudo señalar la verdadera identidad de John al Hombre Cometa. Benny luego usó sus poderes para hacer que John se suicidara.
Algún tiempo después, Hombre Cometa regresó al espacio con Max, pero volvería a visitar la Tierra cuando Benny comenzó a usar sus poderes, llamando la atención del superhéroe Capitán Marvel. Después de una confrontación, el Capitán Marvel acordó dejar que Hombre Cometa llevara a su hijo al espacio para aprender a tener más control sobre sus poderes.
Más tarde, Stephen intentó ayudar a algunos agentes de S.H.I.E.L.D. que intentaron acabar con Cybermancer, infractor de la Ley de Registro de Superhumanos, durante la Guerra Civil, pero fueron derrotados.Stephen fue considerado un "recluta potencial" para el programa de la Iniciativa.

## Poderes y habilidades
El Hombre Cometa puede teletransportarse a grandes distancias, desde la Tierra a cualquier lugar del espacio exterior. Los límites de su alcance de teletransportación aún se desconocen. La habilidad se activa inconscientemente cuando está en peligro; puede utilizar su poder de teletransportación conscientemente mediante el uso de un dispositivo "psiamplificador", que le dio Reed Richards. Comet Man puede teletransportarse a la presencia de otra persona concentrándose en esa persona y, de manera inconsciente, escanea psiónicamente el área a la que se teletransporta para asegurarse de que no se materialice dentro de un objeto sólido. También puede proyectar psiónicamente una parte de su propia conciencia en la mente de otro ser; Comet Man se refiere a este poder como "lanzamiento de pensamiento". Como efecto secundario de recibir habilidades psiónicas, su capacidad para sentir emociones ha aumentado. Hombre Cometa posee fuerza sobrehumana y durabilidad, un factor de curación regenerativo y telequinesis que utiliza para volar, crear campos protectores y proyectar explosiones destructivas.

## Recepción
Adam Dennis de Comic Book Resources sugirió que el personaje podría ser una adición interesante al Universo cinematográfico de Marvel.Tras la muerte de Ferrer, Dan Wickline comentó positivamente sobre la serie sobre Bleeding Cool.